# Сант'Андреа А Монтекио (Сијена)
Сант'Андреа А Монтекио је насеље у Италији у округу Сијена, региону Тоскана.
Према процени из 2011. у насељу је живело 791 становника. Насеље се налази на надморској висини од 254 м.